# Giacomo Biffi
Giacomo Biffi (Milão, 13 de junho de 1928 – Bolonha,  11 de julho de 2015) foi um cardeal italiano e arcebispo emérito de Bolonha.

## Biografia
Giacomo Biffi estudou no seminário em sua cidade natal, Milão. Em 23 de dezembro de 1950, como licenciado em teologia, recebeu o sacramento da ordenação para a Arquidiocese de Milão do Cardeal Alfredo Ildefonso Schuster OSB. Em 1955 completou seus estudos em teologia e filosofia católicas com doutorado em teologia. De 1960 a 1975 trabalhou como pároco em Legnano, que era predominantemente habitada por trabalhadores, e em Milão. A partir de 1974 trabalhou por vários anos como vigário episcopal para questões culturais na Arquidiocese de Milão. Em 1975 tornou-se diretor do Istituto Lombardo di Pastorale, que havia reorganizado, um seminário católico, onde lecionou dogmática. Ele escreveu vários livros e ensaios teológicos.
Em 7 de dezembro de 1975, o Papa Paulo VI o nomeou bispo titular de Fidenae e bispo auxiliar de Milão. O Cardeal Giovanni Colombo concedeu sua consagração episcopal em 11 de janeiro de 1976; Co-consagradores foram os bispos auxiliares de Milão, Bernardo Citterio e Libero Tresoldi. Em 19 de abril de 1984, o Papa João Paulo II o nomeou arcebispo de Bolonha e o tomou em 25 de maio de 1985 como cardeal sacerdote com a igreja titular de Santi Giovanni Evangelista e Petronio no Colégio dos Cardeais. Ele também foi Grão Prior da Emília da Ordem do Santo Sepulcro de Jerusalém de 1984 a 2003.
Em 16 de dezembro de 2003, João Paulo II aceitou a renúncia como arcebispo por motivos de idade. O cardeal participou do conclave de 2005, mas não do conclave de 2013, pois já havia completado 80 anos na época. Em abril de 2009 foi enviado especial de Bento XVI nas comemorações dos 900 anos da morte do canonizado Anselmo em Aosta. Em julho de 2015, ele teve que amputar a perna, após o que sua saúde se deteriorou. O cardeal Biffi finalmente morreu em 11 de julho aos 88 anos.